# 1972年ミュンヘンオリンピックの陸上競技
1972年ミュンヘンオリンピックの陸上競技（1972ねんミュンヘンオリンピックのりくじょうきょうぎ）は、1972年8月31日から9月10日までの競技日程で実施された。

## 概要
男子は24種目、女子は1500m、4x400mリレーが追加され14種目で争われた。

## 競技結果

### 男子
| 種目         | 金                                                                                           | 金               | 銀 | 銀        | 銅                                                                                             | 銅        |
| ------------ | -------------------------------------------------------------------------------------------- | ---------------- | --- | --------- | ---------------------------------------------------------------------------------------------- | --------- |
| 100m 詳細    | ワレリー・ボルゾフ ソビエト連邦 (URS)                                                        | 10秒14           | ロバート・テイラー アメリカ合衆国 (USA)                                                                | 10秒24    | レノックス・ミラー ジャマイカ (JAM)                                                            | 10秒33    |
| 200m         | ワレリー・ボルゾフ ソビエト連邦 (URS)                                                        | 20秒00           | ラリー・ブラック アメリカ合衆国 (USA)                                                                  | 20秒19    | ピエトロ・メンネア イタリア (ITA)                                                              | 20秒30    |
| 400m         | ヴィンセント・マシューズ アメリカ合衆国 (USA)                                                | 44秒66           | ウェイン・コレット アメリカ合衆国 (USA)                                                                | 44秒80    | ジュリアス・サング ケニア (KEN)                                                                | 44秒92    |
| 800m         | デーブ・ウォットル アメリカ合衆国 (USA)                                                      | 1分45秒9         | エフゲニー・アルザノフ ソビエト連邦 (URS)                                                              | 1分45秒9  | マイク・ボイト ケニア (KEN)                                                                    | 1分46秒0  |
| 1500m        | ペッカ・バサラ フィンランド (FIN)                                                            | 3分36秒3         | キプチョゲ・ケイノ ケニア (KEN)                                                                        | 3分36秒8  | ロッド・ディクソン ニュージーランド (NZL)                                                      | 3分37秒5  |
| 5000m        | ラッセ・ビレン フィンランド (FIN)                                                            | 13分26秒4        | モハメド・ガムーディ チュニジア (TUN)                                                                  | 13分27秒4 | イアン・スチュワート イギリス (GBR)                                                            | 13分27秒6 |
| 10000m       | ラッセ・ビレン フィンランド (FIN)                                                            | 27分38秒4 世界新 | エミール・プッテマンス ベルギー (BEL)                                                                  | 27分39秒6 | ミルツ・イフター エチオピア (ETH)                                                              | 27分41秒0 |
| マラソン     | フランク・ショーター アメリカ合衆国 (USA)                                                    | 2.12:19.8        | カレル・リスモン ベルギー (BEL)                                                                        | 2.14:31.8 | マモ・ウォルデ エチオピア (ETH)                                                                | 2.15:08.4 |
| 110mハードル | ロッド・ミルバーン アメリカ合衆国 (USA)                                                      | 13秒24 世界新    | ギー・ドルー フランス (FRA)                                                                            | 13秒34    | トーマス・ヒル アメリカ合衆国 (USA)                                                            | 13秒48    |
| 400mハードル | ジョン・アキ＝ブア ウガンダ (UGA)                                                            | 47秒82 世界新    | ラルフ・マン アメリカ合衆国 (USA)                                                                      | 48秒51    | デビッド・ヘメリー イギリス (GBR)                                                              | 48秒52    |
| 3000m障害    | キプチョゲ・ケイノ ケニア (KEN)                                                              | 8分23秒6         | ベン・ジプチョ ケニア (KEN)                                                                            | 8分24秒6  | タピオ・カンタネン フィンランド (FIN)                                                          | 8分24秒8  |
| 4x100mリレー | アメリカ合衆国 ラリー・ブラック ロバート・テイラー ジェラルド・ティンカー エドワード・ハート | 38秒19 世界新    | ソビエト連邦 アレクサンドル・コルネリュク ウラジミール・ロベツキー ユリス・シロヴス ワレリー・ボルゾフ | 38秒50    | 西ドイツ ヨブスト・ヒルシュト カールハインツ・クロッツ ゲルハルト・ブッヘラー クラウス・エール | 38秒79    |
| 4x400mリレー | ケニア チャールズ・アサティ ヘゼキアー・ニャマウ ロバート・オウコ ジュリアス・サング         | 2分59秒8         | イギリス マーティン・レイノルズ アラン・パスコー デビッド・ヘメリー デビッド・ジェンキンス             | 3分00秒5  | フランス ジル・ベルトゥール ダニエル・ヴェラスク フランシス・ケルビリウ ジャック・カレット     | 3分00秒7  |
| 20km競歩     | ペーター・フレンケル 東ドイツ (GDR)                                                          | 1:26:42.4        | ウラジミル・ゴルブニチー ソビエト連邦 (URS)                                                            | 1:26:55.2 | ハンス・ゲオルク・ライマン 東ドイツ (GDR)                                                      | 1:27:16.6 |
| 50km競歩     | ベルント・カンネンベルク 西ドイツ (FRG)                                                      | 3:56:11.6        | ヴェニアミン・ソルダテンコ ソビエト連邦 (URS)                                                          | 3:58:24.0 | ラリー・ヤング アメリカ合衆国 (USA)                                                            | 4:00:46.0 |
| 走高跳       | ユーリー・タルマク ソビエト連邦 (URS)                                                        | 2m23cm           | シュテファン・ユンゲ 東ドイツ (GDR)                                                                    | 2m21cm    | ドワイト・ストーンズ アメリカ合衆国 (USA)                                                      | 2m21cm    |
| 棒高跳       | ヴォルフガング・ノルトウイック 東ドイツ (GDR)                                                | 5m50cm           | ボブ・シーグレン アメリカ合衆国 (USA)                                                                  | 5m40cm    | ジャン・ジョンソン アメリカ合衆国 (USA)                                                        | 5m35cm    |
| 走幅跳       | ランディ・ウィリアムズ アメリカ合衆国 (USA)                                                  | 8m24cm           | ハンス・バウムガルトナー 西ドイツ (FRG)                                                                | 8m18cm    | アーニー・ロビンソン アメリカ合衆国 (USA)                                                      | 8m03cm    |
| 三段跳       | ヴィクトル・サネイエフ ソビエト連邦 (URS)                                                    | 17m35cm          | イェルク・ドレーメル 東ドイツ (GDR)                                                                    | 17m30cm   | ネルソン・プルデンシオ ブラジル (BRA)                                                          | 17m05cm   |
| 砲丸投       | ウラディスラフ・コマール ポーランド (POL)                                                    | 21m18cm          | ジョージ・ウッズ アメリカ合衆国 (USA)                                                                  | 21m17cm   | ハルトムート・ブリーゼニク 東ドイツ (GDR)                                                      | 21m14cm   |
| 円盤投       | ルドビク・ダネク チェコスロバキア (TCH)                                                      | 64m39cm          | ジェイ・シルベスター アメリカ合衆国 (USA)                                                              | 63m50cm   | リッキー・ブルーフ スウェーデン (SWE)                                                          | 63m40cm   |
| ハンマー投   | アナトリー・ボンダルチュク ソビエト連邦 (URS)                                                | 75m49cm          | ヨッヘン・ザフゼ 東ドイツ (GDR)                                                                        | 74m96cm   | ワシリー・フメレフスキー ソビエト連邦 (URS)                                                    | 74m03cm   |
| やり投       | クラウス・ヴォルファーマン 西ドイツ (FRG)                                                    | 90m48cm          | ヤーニス・ルーシス ソビエト連邦 (URS)                                                                  | 90m46cm   | ビル・シュミット アメリカ合衆国 (USA)                                                          | 84m42cm   |
| 十種競技     | ニコライ・アビロフ ソビエト連邦 (URS)                                                        | 8454点 世界新    | レオニード・リトビネンコ ソビエト連邦 (URS)                                                            | 8035点    | リシャルド・カトース ポーランド (POL)                                                          | 7984点    |

### 女子
| 種目         | 金 | 金              | 銀 | 銀       | 銅                                                                                       | 銅       |
| ------------ | --- | --------------- | --- | -------- | ---------------------------------------------------------------------------------------- | -------- |
| 100m         | レナーテ・シュテヒャー 東ドイツ (GDR)                                                                              | 11秒07          | レリーン・ボイル オーストラリア (AUS)                                                                    | 11秒23   | シルビア・キバス キューバ (CUB)                                                          | 11秒24   |
| 200m         | レナーテ・シュテヒャー 東ドイツ (GDR)                                                                              | 22秒40 世界新   | レリーン・ボイル オーストラリア (AUS)                                                                    | 22秒45   | イレーナ・シェビンスカ ポーランド (POL)                                                  | 22秒74   |
| 400m         | モニカ・ツェールト 東ドイツ (GDR)                                                                                  | 51秒08          | リタ・ウィルデン 西ドイツ (FRG)                                                                          | 51秒21   | キャシー・ハモンド アメリカ合衆国 (USA)                                                  | 51秒64   |
| 800m         | ヒルデガルト・ファルク 西ドイツ (FRG)                                                                              | 1分58秒6        | ニョレ・サバイテ ソビエト連邦 (URS)                                                                      | 1分58秒7 | グンヒルト・ホフマイスター 東ドイツ (GDR)                                                | 1分59秒2 |
| 1500m        | リュドミラ・ブラギナ ソビエト連邦 (URS)                                                                            | 4分01秒4 世界新 | グンヒルト・ホフマイスター 東ドイツ (GDR)                                                                | 4分02秒8 | パオラ・カッシ イタリア (ITA)                                                            | 4分02秒9 |
| 100mハードル | アンネリー・エアハルト 東ドイツ (GDR)                                                                              | 12秒59          | バレリア・ブファヌ ルーマニア (ROM)                                                                      | 12秒84   | カリン・バルツァー 東ドイツ (GDR)                                                        | 12秒90   |
| 4x100mリレー | 西ドイツ クリスチャン・クラウゼ イングリット・ミックラー＝ベッカー アンネグレート・リヒター ハイデ・ローゼンダール | 42秒81 世界新   | 東ドイツ エベリン・カウファー クリスチーナ・ハイニッヒ ベーベル・シュトルッペルト レナーテ・シュテヒャー | 42秒95   | キューバ マルレネ・エレハルデ カルメン・バルデス フルヘンシア・ロメイ シルビア・キバス   | 43秒36   |
| 4x400mリレー | 東ドイツ ダグマル・ケスリング リタ・キューネ ヘルガ・サイドラー モニカ・ツェールト                                 | 3分23秒0 世界新 | アメリカ合衆国 マーブル・ファーガソン マデリーン・マニング シェリル・トゥサーン キャシー・ハモンド       | 3分25秒2 | 西ドイツ アネット・リュッケス インゲ・ベディング ヒルデガルト・ファルク リタ・ウィルデン | 3分26秒5 |
| 走高跳       | ウルリケ・マイフェルト 西ドイツ (FRG)                                                                              | 1m92cm 世界新   | ヨルダンカ・ブラゴエワ ブルガリア (BUL)                                                                  | 1m88cm   | イローナ・グーゼンバウアー オーストリア (AUT)                                            | 1m88cm   |
| 走幅跳       | ハイデ・ローゼンダール 西ドイツ (FRG)                                                                              | 6m78cm          | ディアナ・ヨルゴワ ブルガリア (BUL)                                                                      | 6m77cm   | エバ・スラノワ チェコスロバキア (TCH)                                                    | 6m67cm   |
| 砲丸投       | ナデジダ・チジョワ ソビエト連邦 (URS)                                                                              | 21m03cm 世界新  | マルギッタ・グンメル 東ドイツ (GDR)                                                                      | 20m22cm  | イワンカ・フリストワ ブルガリア (BUL)                                                    | 19m35cm  |
| 円盤投       | ファイナ・メルニク ソビエト連邦 (URS)                                                                              | 66m62cm         | アルゲンティーナ・メニシュ ルーマニア (ROM)                                                              | 65m06cm  | バシルカ・ストエーワ ブルガリア (BUL)                                                    | 64m34cm  |
| やり投       | ルート・フックス 東ドイツ (GDR)                                                                                    | 63m38cm         | ヤケリーネ・トドテン 東ドイツ (GDR)                                                                      | 62m54cm  | ケイト・シュミット アメリカ合衆国 (USA)                                                  | 59m94cm  |
| 五種競技     | メアリー・ピーターズ イギリス (GBR)                                                                                | 4801点 世界新   | ハイデ・ローゼンダール 西ドイツ (FRG)                                                                    | 4791点   | ブルクリンデ・ポラック 東ドイツ (GDR)                                                    | 4768点   |

## 各国メダル数
| 順 | 国・地域               | 金 | 銀 | 銅 | 計 |
| -- | ---------------------- | -- | -- | -- | -- |
| 1  | ソビエト連邦 (URS)     | 9  | 7  | 1  | 17 |
| 2  | 東ドイツ (GDR)         | 8  | 7  | 5  | 20 |
| 3  | アメリカ合衆国 (USA)   | 6  | 8  | 8  | 22 |
| 4  | 西ドイツ (FRG)         | 6  | 3  | 2  | 11 |
| 5  | フィンランド (FIN)     | 3  | 0  | 1  | 4  |
| 6  | ケニア (KEN)           | 2  | 2  | 2  | 6  |
| 7  | イギリス (GBR)         | 1  | 1  | 2  | 4  |
| 8  | ポーランド (POL)       | 1  | 0  | 2  | 3  |
| 9  | チェコスロバキア (TCH) | 1  | 0  | 1  | 2  |
| 10 | ウガンダ (UGA)         | 1  | 0  | 0  | 1  |
| 11 | ブルガリア (BUL)       | 0  | 2  | 2  | 4  |
| 12 | オーストラリア (AUS)   | 0  | 2  | 0  | 2  |
| 12 | ベルギー (BEL)         | 0  | 2  | 0  | 2  |
| 12 | ルーマニア (ROM)       | 0  | 2  | 0  | 2  |
| 15 | フランス (FRA)         | 0  | 1  | 1  | 2  |
| 16 | チュニジア (TUN)       | 0  | 1  | 0  | 1  |
| 17 | キューバ (CUB)         | 0  | 0  | 2  | 2  |
| 17 | エチオピア (ETH)       | 0  | 0  | 2  | 2  |
| 17 | イタリア (ITA)         | 0  | 0  | 2  | 2  |
| 20 | オーストリア (AUT)     | 0  | 0  | 1  | 1  |
| 20 | ブラジル (BRA)         | 0  | 0  | 1  | 1  |
| 20 | ジャマイカ (JAM)       | 0  | 0  | 1  | 1  |
| 20 | ニュージーランド (NZL) | 0  | 0  | 1  | 1  |
| 20 | スウェーデン (SWE)     | 0  | 0  | 1  | 1  |

## トリビア
男子100m走競技において、当時同タイムで世界記録を保持し優勝候補と目されていたアメリカ代表のエディ・ハートとレイ・ロビンソンが遅刻により二次予選（準々決勝）を失格となる事件があった。原因はコーチのスタン・ライトがオリンピックの18ヶ月も前に作成されたレーススケジュールを選手に伝えていたためで、ライト本人もその後時間が変更されたことを知らされておらず、これが正しい時間であると信じていた。当日、夕方19時から（であると信じていた）レースに備えてABCテレビの本部で競技場行きのバスを待っている時に当人たちが出場すべき予選の放送がテレビで流れ、当初は一次予選の再放送であると考えていたがABCテレビのスタッフから二次予選の映像であると伝えられる。事態の重大さに気づいたハート、ロビンソン、ライトおよびロバート・テイラーは急いで会場に向かった。会場に到着後、レースのやり直しを審判団に訴えたものの認められず、結局3組であったテイラーのみ二次予選に参加でき、最終的にこの種目で銀メダルを獲得している。（なお、ハートとテイラーは4x100mリレーでは世界記録タイで優勝し金メダルを獲得した。）結果、ロビンソンのみメダルを獲得せずオリンピックが終わってしまったが、後年「（この事件に関して）ライトを非難するつもりはない。」と語っている。ロビンソンは2001年よりフロリダA&M大学のコーチに就任し、北京オリンピックの男子100m走および200m走で銅メダルを獲得するウォルター・ディックスも指導した。